# 吕布茨
吕布茨（德語：Lübz，發音：[lʏpts] ⓘ）是德国梅克伦堡-前波美拉尼亚州路德维希斯卢斯特-帕尔希姆县的城市，面积74.69平方千米，2024年12月31日人口为5,892人。2014年5月25日，市镇卢特兰并入吕布茨。2019年5月26日，市镇吉绍并入吕布茨。